# Георгије Кипарски
Георгије Кипарски (грчки: Γεώργιος Κύπριος) је био византијски географ из 7. века.

## Биографија
Ништа се не зна о животу Георгија Кипарског сем да је рођен на Лапитосу на Кипру. Познат је по свом делу: Descriptio orbis Romani (Опис римског света), писаном између 600. и 610. године. Написано је на грчком језику и садржи списак градова, тврђава и административних центара Византијског царства. Списак почиње са Италијом и, у смеру казаљке на сату, помера се широм Медитерана, преко Африке, Египта и Истока. Сачуван списак није комплетан. Не садржи податке о Балкану. Дело је сачувано у компилацији из 9. века заједно са другим црквеним списковима.